# Gülşah Kocatürk
Gülşah Kocatürk, née le 1er janvier 1986 à Izmir, est une judokate turque.

## Palmarès international en judo
| Championnats d’Europe | Championnats d’Europe | Championnats d’Europe |
| Année                 | Médaille              | Catégorie             |
| --------------------- | --------------------- | --------------------- |
| 2009                  | bronze                | +78 kg                |
| Jeux méditerranéens   |                       |                       |
| Année                 | Médaille              | Catégorie             |
| 2009                  | bronze                | +78 kg                |